# 2002 CX224
2002 CX224 est un objet transneptunien faisant partie des cubewanos. 

## Caractéristiques
2002 CX224 mesure environ 263 km de diamètre.